# Zhangixalus achantharrhena
Zhangixalus achantharrhena – gatunek płaza bezogonowego z rodziny nogolotkowatych (Rhacophoridae). 

## Występowanie
Jest to gatunek endemiczny Indonezji, występuje wyłącznie na Sumatrze.
Zamieszkuje tropikalne wilgotne lasy górskie, lasy wtórne, rzeki, strumienie i bagna. Znane stanowiska gatunku znajdują się na wysokości 1415–1575 m n.p.m.

## Status
W Czerwonej księdze gatunków zagrożonych IUCN płaz ten od 2018 roku klasyfikowany jest jako gatunek najmniejszej troski (LC, ang. Least Concern); wcześniej, od 2004 roku uznawano go za gatunek niedostatecznie rozpoznany (DD, ang. Data Deficient).
Płaz ten lokalnie jest pospolity. Trend jego liczebności nie jest znany.
Zagraża mu utrata siedlisk spowodowana przez rolnictwo małoobszarowe oraz pozyskiwanie drewna.